# Ileša
Ileša (rus. Илеша, također poznata kao Bolšaja Ileša i Ilaša) je rijeka u Verhnetojemskom i Krasnoborskom rajonu Arhangelske oblasti i u Udorskom rajonu Republike Komi u Rusiji, desni pritok Pinege. Duga je 204 km, s površinom porječja od 2250 km2. Njen glavni pritok je Pinegska Jentala (lijevi).
Ileša teče preko brdovitog krajolika, kroz crnogorične šume (tajgu).

## Tok i porječje
Izvor Ileše nalazi se u sjeveroistočnom dijelu Verkhnetojemskog rajona. Ileša isprva teče prema jugoistoku, nakratko ulazi u Udorski rajon, skreće prema jugu, nakratko ulazi u Krasnoborski rajon, a zatim skreće prema jugozapadu i ponovno ulazi u Verhnetojemski rajon. Uzvodno od ušća Pinegske Jentale, Ileša je poznata i kao Malaja Ileša, što znači Manja Ileša. Nizvodno od ušća s Pinegskom Jentalom, Ileša teče prema zapadu, a na kraju skreće prema sjeverozapadu. Dolina Ileše je vrlo slabo naseljena, s jedinim selom Krasnaja koje se nalazi u dolini i nekoliko usamljenih kuća koje sezonski koriste lovci. Selo Ust-Ileša na ušću rijeke izgubilo je svo stanovništvo i trenutno je selo duhova. Ušće rijeke Ileše nalazi se 619 km uzvodno od ušća Pinege.